# Usines Fagor-Brandt (Lyon)
Les usines Fagor-Brandt dans le 7e arrondissement de Lyon étaient un site industriel de production d’électroménager de la marque Fagor-Brandt jusqu'en 2005. Il a été provisoirement transformé en lieu culturel dans une logique d'urbanisme transitoire entre 2017 et 2023, années pendant lesquelles il a notamment accueilli le festival de musique électronique des Nuits sonores ou encore la Biennale d'art contemporain de Lyon.

## Une emprise industrielle considérable
À leur plus grande extension, les usines ont occupé une emprise de 4,5 hectares et compris 73 000 m² de bâtiments couverts. 1 800 employés y travaillaient dans les années 1980, et encore près de 400 dans les années 2000. Il s'agissait de l'une des principales implantations d'un septième arrondissement longtemps très industriel. Après leur reprise par SITL en 2005 puis Cenntro Motors en 2010, les usines y ont définitivement fermé en 2015.

## Un lieu emblématique de l'urbanisme transitoire à Lyon

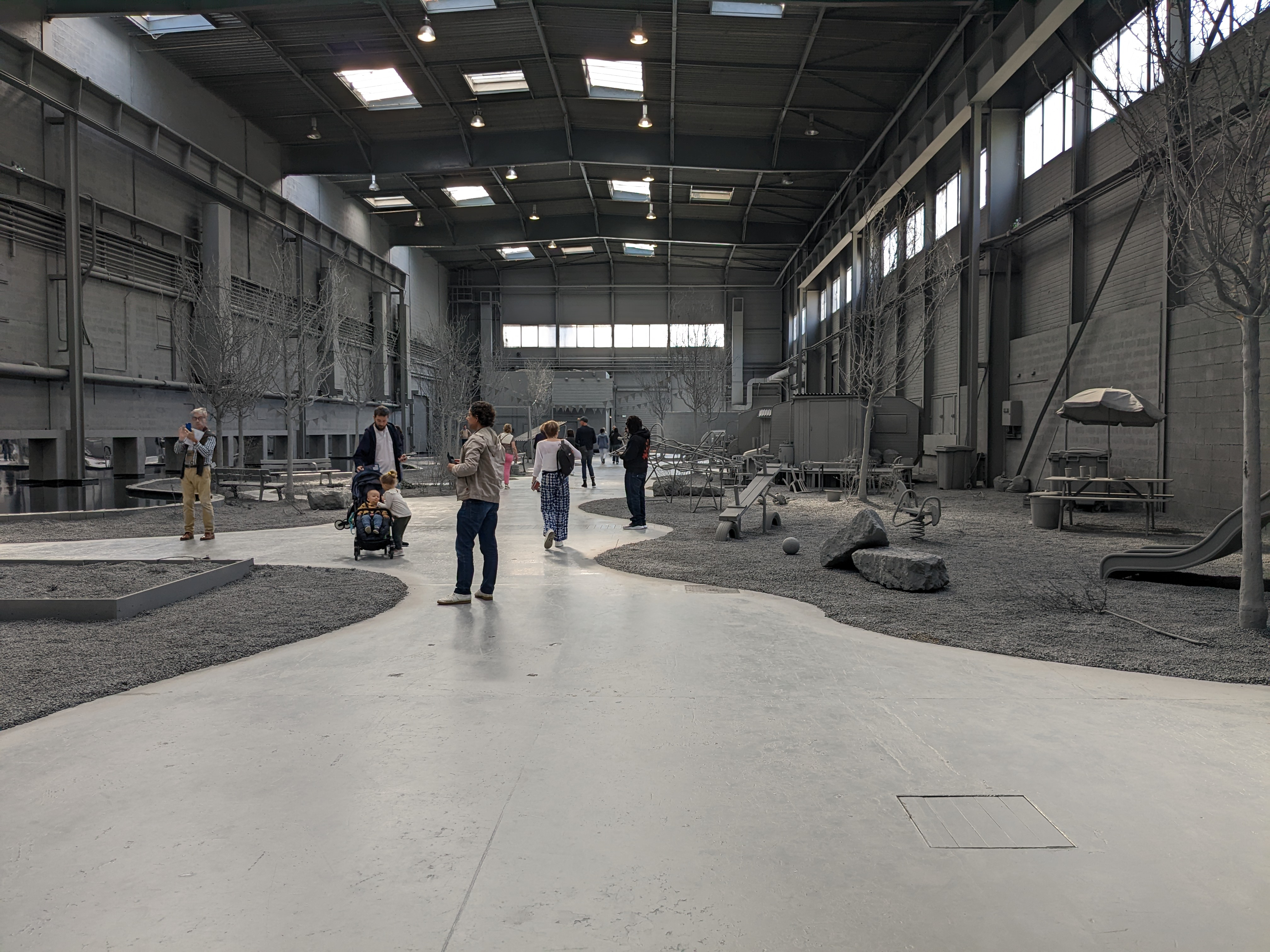
Biennale d'art contemporain en 2022

L'urbanisme transitoire désigne le réemploi provisoire d'un lieu à des fins différentes de son utilisation initiale, et ce en attendant une réhabilitation ou une rénovation pérenne. Les usines Fagor-Brandt ont été un des lieux emblématiques de l'urbanisme transitoire à Lyon des années 2010 à 2023, avec une vocation culturelle et artistique affirmée. Elles sont le lieu qui a accueilli le site principal des Nuits sonores le plus grand nombre d'années consécutives entre 2017 et 2023. La Biennale d'art contemporain y avait établi ses bureaux permanents, en plus de ses expositions. La Biennale de la danse et le Lyon Street Food Festival s'y sont également tenus.
Après une fin annoncée en 2022, c'est finalement en 2023 que le site a été fermé à ces événements. Le technicentre SNCF désaffecté de la commune d'Oullins, renommé les Grandes Locos, prend le relais de l'accueil des Nuits sonores en 2024.

## Les difficultés de la reconversion pérenne du site
Le premier projet envisagé pour les usines Fagor-Brandt était une rénovation totale de l'emprise industrielle. Des résidences, des commerces et des équipements publics devaient y prendre place. Un défi important de ce projet était la dépollution du site, apte à accueillir une occupation provisoire, mais insalubre pour une occupation permanente, a fortiori résidentielle. Ce projet était plutôt porté par l'équipe municipale héritière des mandatures de Gérard Collomb, et notamment par David Kimelfeld.
La solution qui a finalement été retenue conserve finalement une dimension technique au site à travers une réhabilitation prévoyant l'installation d'un atelier de réparations pour les tramway du Sytral, rendue nécessaire par la livraison de trois nouvelles lignes dans la métropole au cours de la période. Certains acteurs locaux y voient également une continuité avec le passé industriel et ouvrier du quartier. Cette nouvelle activité ne devrait cependant pas occuper l'ensemble de l'emprise, et d'autres activités sont envisageables selon Grégory Doucet, alors maire de Lyon.